# Distretto di Phu Khiao
Il distretto di Thep Sathit (in thailandese: ภูเขียว) è un distretto (amphoe) della Thailandia, situato nella provincia di Chaiyaphum.